# Дубравы (станция)
Дубравы (бел. Дубравы) — железнодорожная станция в Молодечненском районе. Расположена между остановочныи пунктом Пралески и остановочным пунктом Романы.
Рядом со станцией находится д. Вазгелы, д. Уша-, в 4 километрах находится д. Дуброво, расположены садоводческие товарищества. От станции отходит ветка на балластный карьер «Радошковичи». В данный момент станция не является одной из конечных пригородных электропоездов.